# Klimkovice
Klimkovice (niem. Königsberg lub  Königsberg in Schlesien) – miasto w Czechach, w kraju morawsko-śląskim. Według danych z 31 grudnia 2003 powierzchnia miasta wynosiła 1463 ha, a liczba jego mieszkańców 3779 osób. Położone jest ok. 13 km od centrum Ostrawy. Przez miasto przebiega autostrada D1, a na jej odcinku między centrum miasta a dzielnicą Hýlov znajduje się tunel o długości ponad 1 km.
Miasto położone jest na Śląsku Opawskim, na wschodzie sąsiaduje z Ostrawą, na północy z Vřesiną, na zachodzie z Čavisovem i Olbramicami, na południu z należącymi do powiatu Nowy Jiczyn Bravanticami i Jistebníkiem.
Do 31 grudnia 2006 roku miasto wchodziło w skład powiatu Nowy Jiczyn, 1 stycznia 2007 zostało objęte rozszerzonym powiatem Ostrawa-miasto.

## Historia
Po raz pierwszy wzmiankowane być może w roku 1373, pierwsza pewna wzmianka miasta jest jednak z roku 1416. W latach 1600–1848 właścicielami miejscowości był ród Wilczków z Dobrej Ziemicy. W roku 1613 śląski regionalista i historyk Mikołaj Henel z Prudnika wymienił miejscowość w swoim dziele o geografii Śląska pt. Silesiographia podając jej łacińską nazwę: Cuniberga. W 1766 odkryto tu pierwsze złoża węgla w okolicy Ostrawy a mieszczanie wzięli udział w powstaniu ludowym. W 1938 zostało włączone do III Rzeszy, a wyzwolone zostały 26 kwietnia 1945.

## Podział administracyjny
Miasto jak i gmina katastralna składa się z czterech części:
- Hýlov
- Josefovice
- Klimkovice
- Václavovice

## Demografia
Według austriackiego spisu ludności z 1910 roku Klimkovice miały 2696 mieszkańców, z czego 2677 było zameldowanych na stałe, 2442 (91,2%) było czesko-, a 227 (8,5%) niemieckojęzycznymi, największą grupę wyznaniową stanowili katolicy (2272 osób, 98,4% populacji).
W 2001 roku największą narodową mniejszość stanowili Morawianie (2,7%), następnie Słowacy (1,6%) i Ślązacy (1,2%). Osoby wierzące stanowiły 38,2%, z czego katolicy 94,2%.
| Rok             | 1970  | 1980  | 1991  | 2001  | 2003  |
| --------------- | ----- | ----- | ----- | ----- | ----- |
| Liczba ludności | 3 423 | 3 551 | 3 628 | 3 770 | 3 779 |

Źródło: Czeski Urząd Statystyczny